# 目標值

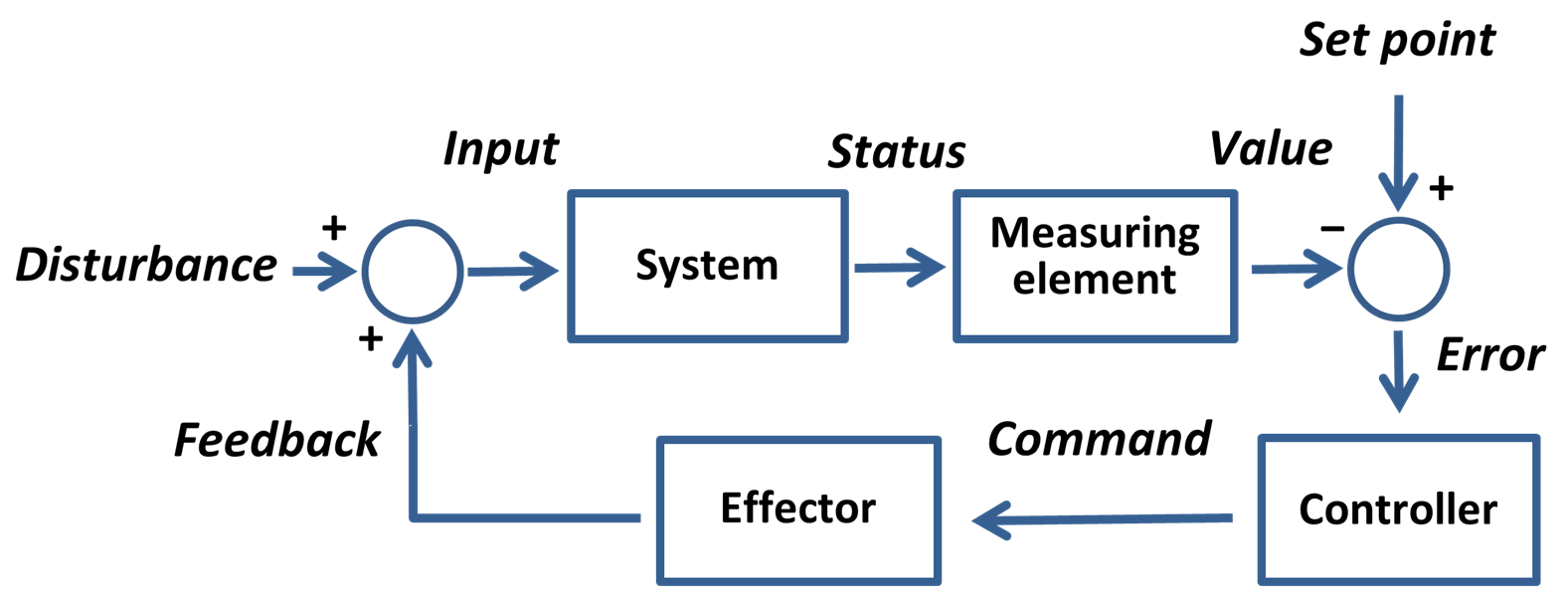
負回授系統的方塊圖，利用誤差控制系統在目標值附近。正誤差表示回授過低，控制器會增加輸出，負誤差表示回授過高，控制器會減少輸出

目標值（target）也稱為設定值（setpoint，簡稱SP）或參考值（reference），是模控學及控制理论中的名詞，是指系統想要達到的狀態，常用來描述系統標準的組態。變數相對其目標值的偏離量是以誤差為準的控制系統的基礎，會利用回授的方式使系統回到其穩態。例如一個鍋爐有其溫度設定值，也就是鍋爐控制系統希望鍋爐維持的溫度。
在控制系統中，目標值是受控程序變數（PV）的目標值，系統會持續的將實際程序變數和目標值比較，系統會將目標值和實際程序變數相減，所得的即為誤差訊號。若以數學表示，其誤差訊號如下：
{\displaystyle e(t)=SP-PV(t),}
{\displaystyle e(t)}是特定時間{\displaystyle t}的誤差，{\displaystyle SP}是目標值，{\displaystyle PV(t)}是 特定時間{\displaystyle t}的程序變數。
控制器會利用誤差訊號來調整控制輸出，使程序變數儘量接近目標值，同時維持系統的穩定，並且讓過衝降到最低。